# Plymouth (Massachusetts)

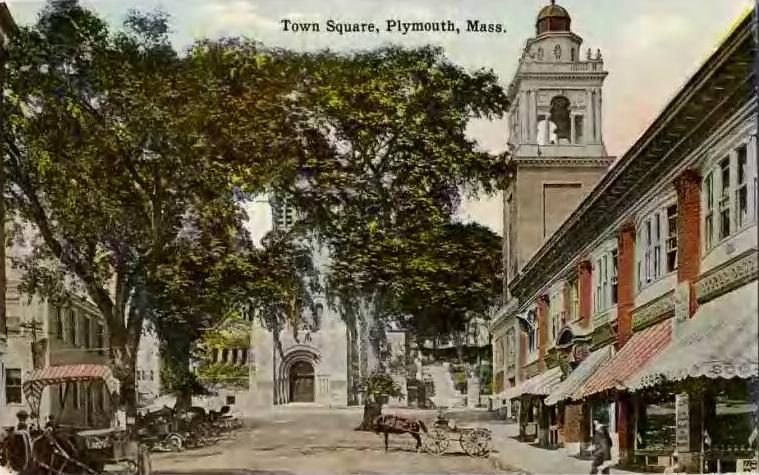
Praça da cidade em 1910

Plymouth é uma cidade estadunidense fundada em 1620, localizada no estado de Massachusetts, na costa leste dos Estados Unidos. Seu nome deriva de sua cidade-irmã britânica de mesmo nome, localizado no condado de Devon.
Sua população em 2010 era formada por 56 468 habitantes, e com densidade demográfica de 162,76 hab/km2. Com relação à etnia populacional, 88% são de brancos. Aproximadamente 1,5% da população fala a língua portuguesa.

## Marcos históricos
A relação a seguir lista as entradas do Registro Nacional de Lugares Históricos em Plymouth. O primeiro marco foi designado em 15 de outubro de 1966 e o mais recente em 22 de outubro de 2020. Aqueles marcados com ‡ também são um Marco Histórico Nacional.
- Bartlett-Russell-Hedge House
- Bethel African Methodist Episcopal Church and Parsonage
- Bradford-Union Street Historic District
- Clifford-Warren House
- Cole's Hill‡
- Duxbury Pier Light
- First Parish Church of Plymouth
- Harlow Old Fort House
- Hillside
- Jabez Howland House
- MAYFLOWER II (square-rigged sailing ship)
- National Monument to the Forefathers
- Old Burial Hill
- Old County Courthouse
- Parting Ways Archeological District
- Pilgrim Hall
- Pinewoods Camp
- Plymouth Antiquarian House
- Plymouth Post Office Building
- Plymouth Rock
- Plymouth Village Historic District
- Richard Sparrow House
- Sgt. William Harlow Family Homestead
- Town Brook Historic and Archeological District